# Psacadina verbekei
Psacadina verbekei är en tvåvingeart som beskrevs av Rudolf Rozkošný 1975.
Psacadina verbekei ingår i släktet Psacadina och familjen kärrflugor. Arten är reproducerande i Sverige. Inga underarter finns listade i Catalogue of Life.